# 鄭憲 (永樂進士)
鄭憲，福建福州府闽县人，明朝政治人物、進士出身。

## 生平
永樂九年，福建乡试中舉。永樂十六年，登戊戌科會試中進士，官至衢州通判。